# Nether Wallop
Nether Wallop (prononcé en anglais : /nɛð.ə ˈwɒl.əp/) est un village britannique situé dans le district de Test Valley, dans l'est du comté du Hampshire, en Angleterre.
Associé à Middle Wallop et Over Wallop, les trois villages constituent "Les Wallops".

## Géographie
Village de pâturages et de landes parsemé de chaumières et de cottages, Nether Wallop est un civil parish du diocèse de Winchester, dans le Hampshire, au sud-est de l'Angleterre, et à seulement quelque 17 milles (27,36 km) au nord de la ville portuaire de Southampton.
Le village se situe au cœur d'un cercle qui part de Andover, au nord ; passant à l'ouest par Winchester, la ville capitale du comté de Hampshire ; longeant au sud le Parc national de New Forest ; remontant à l'est jusqu'à Salisbury, cité cathédrale du comté voisin de Wiltshire ; et se clôturant, au nord-est, par le célèbre monument mégalithique de Stonehenge.
En anglais, ses habitants sont appelés les Nether Wallopians.

### Les Wallops
Issu de wælla et de hop, deux termes de l'anglais médiéval signifiant respectivement ruisseau et vallée, "Les Wallops" ((en) The Wallops) est le nom collectif donné à la réunion de Nether Wallop avec deux autres villages voisins : Over Wallop et Middle Wallop. Tous trois s'alignent plus ou moins sur une ligne nord-sud-est qui suit une rivière du nom de "Wallop Brook", elle-même prenant sa source à Over Wallop.

Identifiés comme La vallée des eaux vives ((en) The valley of springing water), les Wallops sont traversés par la route A343 (Salisbury road) qui descend de Andover, dans le Hampshire, à Salisbury, dans le Wiltshire.

Nether Wallop est décrit dans le Domesday Book (sorte de grand inventaire de l’Angleterre, commandé par Guillaume le Conquérant et achevé en 1086) comme plus grand que "L'autre Wallop", faisant ainsi référence à Over Wallop.

## Histoire
Au Ve siècle, Nether Wallop fut le siège de la bataille de Guoloph qui opposa une alliance de Britto-romains face à l'invasion des Jutes et des Saxons.

## Culture et patrimoine

### Monuments et curiosités
- L'église de St. Andrew : D'architecture anglo-saxonne, l'église paroissiale anglicane de Nether Wallop est consacrée à Saint Andrew. Elle abrite les seuls vestiges in situ de peintures murales anglo-saxonnes, précieux héritage des artistes de l'École de Winchester qui y ont travaillé aux alentours des années 1020[1].
- Danebury Hill Fort : Au nord-est de Nether Wallop, la colline de Danebury abrite une forteresse datant de l'âge du fer dans laquelle une multitude de fouilles a eu lieu entre 1968 et 1988.

### Personnalités liées à la commune
- Sir Richard Reade (1511-1575) : un juge anglais né à Nether Wallop, qui occupa les fonctions de Lord Grand Chancelier d'Irlande.
- Le roi Édouard VII (1841-1910) : Avant de monter sur le trône du Royaume-Uni, Édouard, fils aîné de la reine Victoria, et Prince de Galles, avait l'habitude de se rendre à Nether Wallop[2].
- Leopold Stokowski (1882-1977) : un chef d'orchestre britannique, décédé à l'âge de 95 ans, à son domicile de Nether Wallop.
- Dorothy Beresford : historienne née à Nether Wallop.

### Tournages de films/séries-télé
- 1984 : Nether Wallop a servi de décor pour figurer le village de St. Mary Mead dans certains épisodes de la série-télévisée de la BBC Miss Marple. L'église de St. Andrew, plusieurs ruelles environnantes, ainsi que certaines maisons du village ont été utilisées comme lieux de tournage. Le "Dane Cottage", en particulier, fut choisi pour être le domicile de la fameuse Miss Marple, interprétée à l'époque par l'actrice britannique Joan Hickson[3].

## Galerie photos

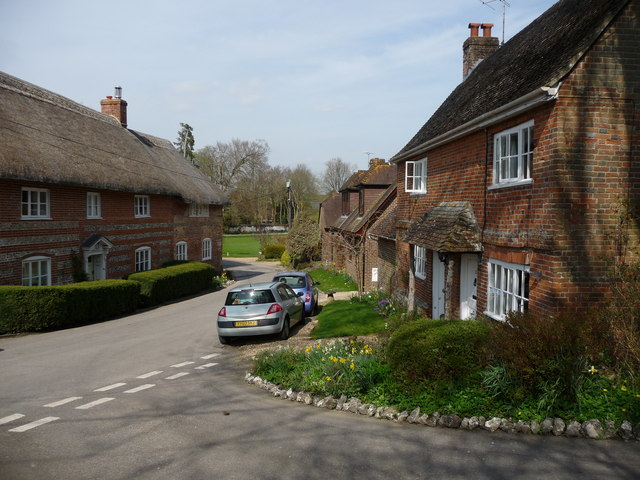
Sur la gauche, la maison qui figure celle de Miss Marple dans la série-télé de 1984.
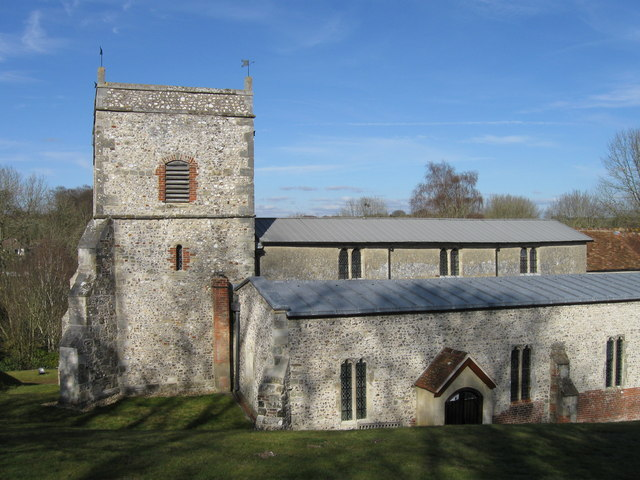
L'église de St. Andrew's, à Nether Wallop..
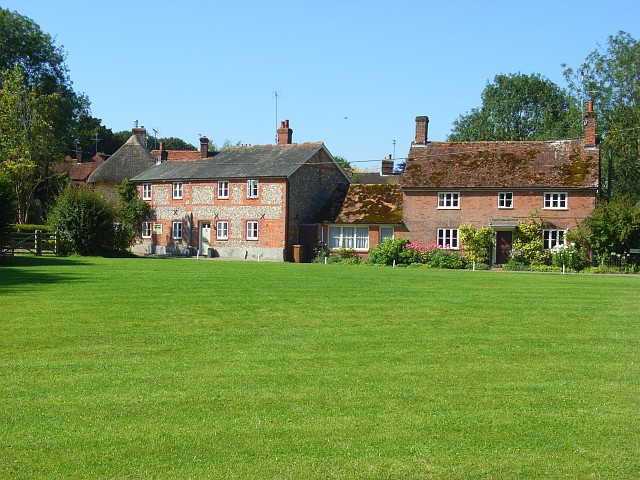
Des cottages à Nether Wallop.
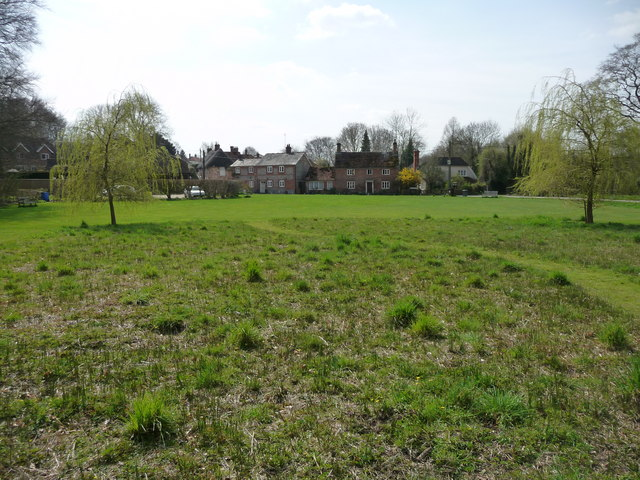
Vue de Nether Wallop à travers champs.
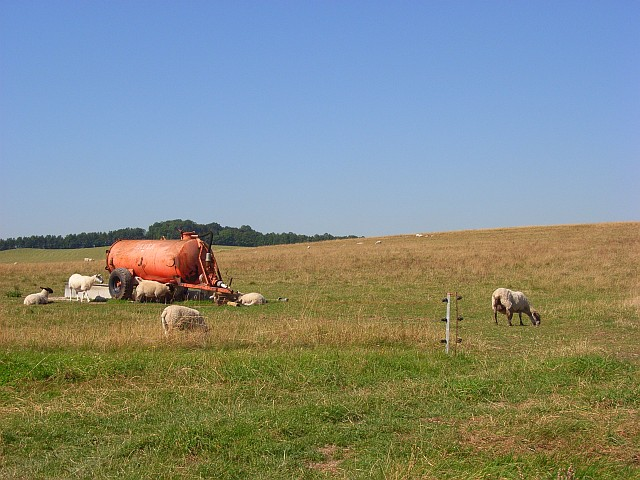
Pâturages à Nether Wallop.
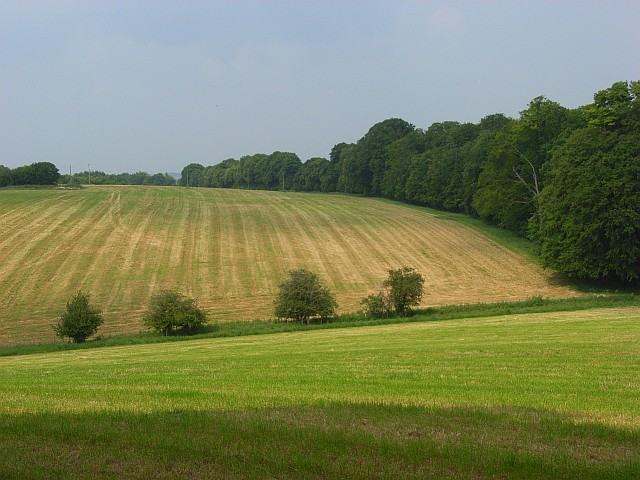
Exploitation agricole à Nether Wallop.
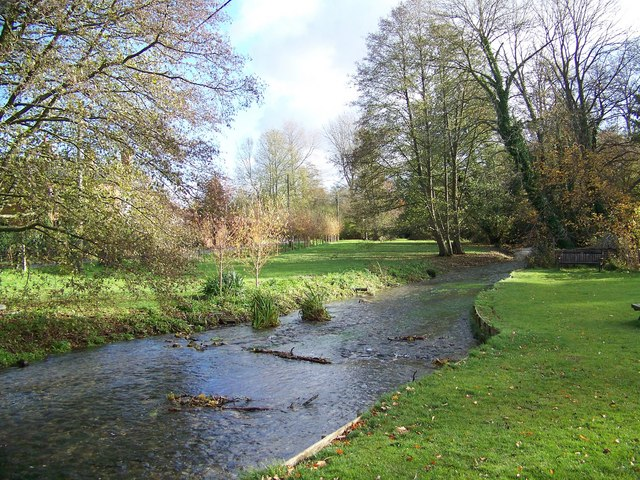
La rivière Wallop Brook.

## Source de la traduction
- (en) Cet article est partiellement ou en totalité issu de l’article de Wikipédia en anglais intitulé « Nether Wallop » (voir la liste des auteurs).